# San Martiño de Moaña
Moaña (oficialmente, en gallego, San Martiño de Moaña) es una parroquia del municipio de Moaña, en la provincia de Pontevedra, Galicia (España).

## Datos básicos
Según el padrón municipal de 2010 tenía 2.087 habitantes distribuidos en 10 entidades de población.

## Geografía
Ocupa la prolongada ladera que baja de los límites con los municipios de Bueu y Marín en los montes de A Paralaia, Carballosa y Ermelo,  al valle del río do Pontillón. Todo este estrecho pero prolongado territorio está ocupado por fértiles campos de cultivo donde se entreveran los 10 núcleos de población que componen la parroquia, los cuales conforman una área densamente poblada. La parte alta está ocupada por bosque y fuertes cuestas hasta el Monte da Paralaia, verdadera cumbre mítica del municipio de Moaña.
Hasta mediados del siglo XX, la parroquia integraba también la parroquia de Virgen del Carmen de Moaña, que se independizó en esas fechas debido a la explosión demográfica del núcleo urbano de Moaña, muy alejado de la capitalidad de la vieja parroquia de San Martín de Moaña.
En esta parroquia destacan los núcleos de población de Abelendo (708 habitantes en 2010) y O Casal (333 habitantes en 2010).